# کلیسای قبرس
کلیسای قبرس ( یونانی: Ἐκκλησία τῆς Κύπρου، ت. «Ekklisia tis Kyprou») یکی از کلیساهای ارتدکس یونانی است که به همراه سایر کلیساهای ارتدوکس شرقی جامعه کلیسای ارتدکس شرقی را تشکیل می دهند. این کلیسا یکی از قدیمی ترین کلیساهای خودمختار ارتدکس شرقی است. ادعا می کند که همیشه مستقل بوده است، اگرچه ممکن است قبل از به رسمیت شناختن خودمختاری کلیسای انطاکیه در سال ۴۳۱ در شورای افسس، تابع کلیسای انطاکیه بوده است. اسقف پایتخت باستانی، سالامیس (که توسط امپراتور کنستانتیوس دوم به کنستانسیا تغییر نام داد) توسط امپراتور زنون ، با عنوان اسقف اعظم، متروپولیتن شد.
1. ↑  CNEWA - Orthodox Church of Cyprus